# Sombath Somphone
Sombath Somphone (lao ສົມບັດ ສົມພອນ, né le 17 février 1952 au Laos, dans la province de Khammouane) est un fondateur d'organisation non gouvernementale et un membre important de la société civile laotienne. Il a disparu le 15 décembre 2012 à Vientiane.

## Biographie
Né dans une famille de paysans pauvres, Sombath Somphone est l'aîné de huit frères et sœurs. Il a fait une partie de ses études aux États-Unis, dans le Wisconsin. Au début des années 1970, il a reçu une bourse pour étudier à l'université d'Hawaï, où il a obtenu un bachelor en éducation (1974) et un  master en agriculture (1978).
De retour dans son pays après la fin de la guerre du Vietnam, le renversement du Royaume du Laos et l'établissement du régime marxiste par les forces du Pathet Lao, Sombath a d'abord travaillé à promouvoir des méthodes d'agriculture durable qui contribuent à la sécurité alimentaire. Il a aussi été un des premiers à défendre les évaluations participatives rurales au Laos. En 1996, il a obtenu du ministère de l'éducation de créer le Participatory Development Training Center (PADETC), pour fournir une formation pour les jeunes gens et les fonctionnaires locaux dans le domaine du développement communautaire. Pendant plusieurs années, le PADETC a été la seule organisation non gouvernementale de ce type au Laos.

### Récompenses
En 2001, la Commission économique et sociale pour l'Asie et le Pacifique a remis à Sombath Somphone le Human Resource Development Award pour sa contribution à l'émancipation des pauvres dans le Laos rural.
En 2005, il a reçu le Prix Ramon Magsaysay pour le leadership communautaire. Ce prix récompense « ses efforts pour promouvoir le développement durable au Laos en formant et en motivant ses jeunes gens pour en faire une génération de leaders ». Sombath est à ce jour le 2e laotien à avoir reçu ce prix, après Kéo Viphakone (en) en 1967.
En 2010, l'East—West Center (en) a reconnu son œuvre dans sa publication 50 Years, 50 Stories. L'année suivante, Sombath a fait le discours d'ouverture au dixième atelier régional de l'API. En 2012, il a fait le discours d'ouverture à la neuvième réunion de l'Asia-Europe People's Forum (AEPF) à Vientiane ; le comité d'organisation international de l'AEPF a décrit Sombath comme « une des voix les plus respectées et des plus influentes pour un développement économique et social durable, juste et centré sur le peuple au Laos ».

### Disparition et réactions
Sombath Somphone a été enlevé à Vientiane dans la soirée du 15 décembre 2012. Une vidéo prise par une caméra de surveillance de la police, obtenue par son épouse et diffusée par CCTV, montre que sa voiture a été arrêtée par la police et qu'il a été emmené dans un pickup. Le gouvernement laotien a immédiatement nié toute responsabilité dans cette disparition.
La disparition de Sombath Somphone a immédiatement suscité des réactions internationales. Le haut-représentant de l'Union européenne pour les affaires étrangères, le Haut-Commissariat des Nations unies aux droits de l'homme, des parlementaires d'Europe et d'Asie (dont une délégation de l'ASEAN), des ONG internationales – et beaucoup d'autres – ont exhorté le gouvernement laotien de prendre toutes les mesures nécessaires pour obtenir la libération de cette figure respectée. Desmond Tutu, Prix Nobel de la paix, a écrit au premier ministre du Laos, Thongsing Thammavong, pour lui demander une enquête urgente, mais il n'a pas reçu de réponse.
En janvier 2013, Amnesty International a publié un appel pour une action urgente. En juin 2013, il a publié un document récapitulatif de 26 pages intitulé « Laos: Caught on Camera - the enforced disappearance of Sombath Somphone ».
The Centre for Public Policy Analysis (en) (CPPA), une ONG basée à Washington et en Asie du Sud-Est a appelé à plusieurs reprises le gouvernement laotien et ses forces de sécurité à libérer immédiatement Sombath Somphone. Le CPPA a fréquemment soulevé la question de Sombath Somphone ainsi que celle des violations des Droits de l'homme et de la persécution des dissidents politiques ou religieux, laotiens ou hmong, au Laos.
Un mois après la disparition de Sombath, la secrétaire d'état américaine Hillary Clinton a publié une déclaration appelant le gouvernement laotien « à mener une enquête transparente sur cet incident et à faire tout ce qui est en son pouvoir pour lui assurer un retour immédiat et en bonne santé auprès de sa famille ». Le 24 mars, son successeur John Kerry a publié une déclaration pour le centième jour de la disparition de Sombath, dans laquelle il dit :
« De manière regrettable, la disparition inexpliquée et durable de  Mr. Sombath, un citoyen laotien largement respecté et inspirant qui a œuvré pour le plus grand bénéfice de tous ses compatriotes, soulève des questions quant à l'attachement du gouvernement laotien à l'état de droit et à sa responsabilité vis-à-vis du monde. »
Des ONG et des organisations de défense des droits de l'homme laotiennes, notamment l'United League for Democracy in Laos (en) (basée à Washington), ont publié des appels pour la libération de Sombath Somphone, ainsi que d'autres prisonniers politiques et autres personnes disparues entre les mains des forces de sécurité laotiennes, de l'Armée populaire laotienne et de l'armée populaire du Viêt Nam, par exemple les leaders du Lao Students for Democracy Movement of October 1999, trois hmong américains de Saint Paul (Minnesota), et trois lao-américains de Minneapolis, arrêtés par le gouvernement à Savannakhet en 2013, et qui ont disparu depuis.
La disparition de Sombath a été largement couverte par les médias internationaux, notamment par la BBC, Al Jazeera, Fox News, la Deutsche Welle, Le Monde, The Guardian, The Wall Street Journal, ABC Australia, etc.